# Régnier Pot

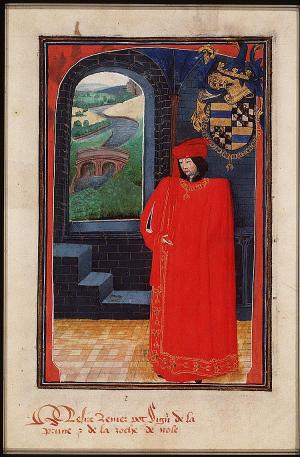
Régnier Pot Im Wappen- und Statutenbuch des Ordens vom Goldenen Vlies (Den Haag, KB, 76 E 10, fol. 39v)

Régnier Pot (* wohl 1342; † kurz vor Juli 1432) war ein Ritter aus dem Geschlecht der Pot und einer der wichtigsten Berater des Herzogs von Burgund. Er war der Sohn von Guillaume Pot († vor 1390), Seigneur de la Prugne, und dessen erster Ehefrau Blanche de La Trémoille, einer Tochter von Guy IV. de La Trémoille, Seigneur de Vouhec (Haus La Trémoille).
Régnier Pot selbst gehörte dem Ritterstand (Chevalier) an, war als Erbe seines Vaters ebenfalls Seigneur de la Prugne sowie ab dem 15. September 1403 Seigneur de La Roche-Nolay, das er für 4000 Écu d’or gekauft hatte. Er war Kämmerer und Mundschenk (échanson) Herzog Philipps und Vorsitzender des herzoglichen Rates. Darüber hinaus war er Gouverneur der Dauphiné (1409–1414) und des Languedoc (1411–1412), Kapitän von Parthenay (1417), sowie Botschafter in Ungarn. Als einer der engsten Vertrauten des Philipps des Guten wurde er 1430 einer der Gründungsritter des Ordens vom Goldenen Vlies.
Er heiratete am 29. November 1392 in Vincennes Catarina d’Anguissola, die als Begleiterin der Valentina Visconti, der Ehefrau des Herzogs von Orléans, nach Frankreich gekommen war. Das einzige Kind dieser Ehe war Jacques Pot († 1458).